# Rolf Roosalu

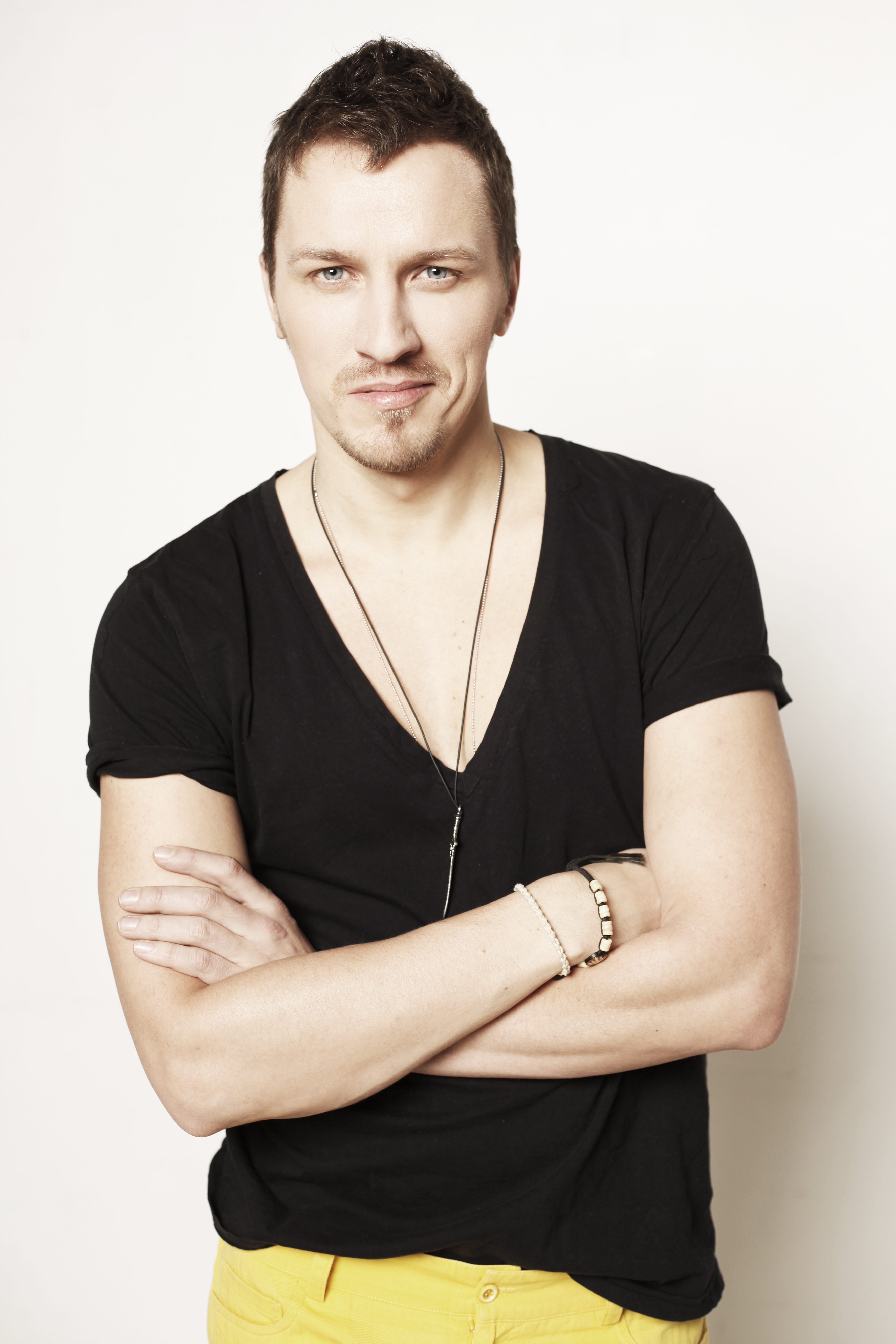
Rolf Roosalu, 2014

Rolf Roosalu (* 18. Januar 1982 in Tartu), auch als Rolf Junior bekannt, ist ein ausgebildeter estnischer Sänger und Musicaldarsteller.

## Karriere
Seinen ersten Anlauf beim Eurovision Song Contest hatte er 2008 mit dem Titel One on One beim Eurolaul 2008. Er belegte mit diesem Titel Platz vier. 2009 war er wieder dabei, diesmal mit dem Stück Fre:dom. Die Jury strafte ihn mit dem letzten Platz ab, beim Publikum kam er auf Rang fünf. Insgesamt kam er auf den achten Platz. 2010 startete er seinen dritten Anlauf zur Beteiligung beim Eurovision Song Contest. Beim Eurovision Song Contest 2010 überlieferte er die Abstimmungsergebnisse aus Estland nach Oslo. Beim Eesti Laul 2011 trat er wieder an. Sein bis dahin vierter Beitrag hieß All & Now. Er belegte im Vorentscheid den achten Platz.

## Musicals
- 1993: Oliver!
- 1995: Kaval-Ants ja Vanapagan
- 1995: Don Quijote
- 1998: Pokumäng
- 2002: Laulatus
- 2002: Raimond Valgre
- 2003: Euro Hit
- 2003: Estvocal
- 2003: Summertime
- 2003: The Greatest Love Stories
- 2003: Miss Saigon
- 2003: The Caribbean Moods
- 2004: Öölaps
- 2004: Vampiiride Tants
- 2004: Starlight Cabaret
- 2006: West Side Story
- 2006: Cats, Andrew Lloyd Webber
- 2006: Tuhkatriinu
- 2006: Amberstar
- 2006: Fame

## Fernsehauftritte
- 2002: Fizz Superstar (Castingshow)
- 2003: Kaks takti ette

## Diskografie
Die nachfolgenden Veröffentlichungen erschienen nur in Estland.
Alben
- 2008: Ingel
- 2009: Möödujad (VÖ: 1. Januar 2009)

Singles
- 2008: One on One
- 2009: Fre:dom
- 2010: Maagiline päev (feat. Violina)
- 2011: All & Now